# Kumpunen (sjö i Kuopio, Norra Savolax, 62,75 N, 27,19 Ö)
Kumpunen är en sjö i kommunen Kuopio i landskapet Norra Savolax i Finland. Den är 3 meter djup. Arean är 39 hektar och strandlinjen är 4,24 kilometer lång. Sjön  ingår i Kymmene älvs huvudavrinningsområde.   Den ligger omkring 28 kilometer sydväst om Kuopio och omkring 310 kilometer norr om Helsingfors. 